# یانوو (شهرستان راوا)
یانوو (به لاتین: Janów) یک روستا در لهستان است که در گمینا بیاوا راوسکا واقع شده‌است. یانوو ۵۰ نفر جمعیت دارد.